# Croton viridulus
Espèce
Croton viridulus est une espèce de plantes à fleurs du genre Croton et de la famille des Euphorbiaceae, présente dans l'État brésilien du Paraná.
Elle a pour synonyme :
- Julocroton viridulus Croizat